# Eliseo Martín
Eliseo Martín Omenat (né le 5 novembre 1973 à Monzón) est un athlète espagnol spécialiste du 3 000 mètres steeple.

## Carrière sportive
Finaliste des Jeux olympiques à Sydney. En 2003, Eliseo Martín se classe troisième de la finale du steeple des Championnats du monde de Paris-Saint-Denis derrière le Qatari Saif Saaeed Shaheen et le Kényan Ezekiel Kemboi, établissant à cette occasion la meilleure performance de sa carrière sur la distance avec le temps de 8 min 09 s 09. En 2007, l'Espagnol termine 7e des Championnats du monde d'Osaka.

### Records personnels
- 1 500 mètres - 3 min 40 s 96 (2000)
- 3 000 mètres - 7 min 50 s 71 (2003)
- 5 000 mètres - 13 min 47 s 77 (2001)
- 10 000 mètres - 28 min 39 s 11 (1999)
- 3000 mètres steeple - 8 min 09 s 09 (2003)

## Palmarès
| Année | Compétition                     | Lieu     | Résultat | Épreuve         |
| ----- | ------------------------------- | -------- | -------- | --------------- |
| 1992  | Championnats du monde junior    | Séoul    | 7e       | 10 000 m        |
| 1998  | Championnats d'Europe           | Budapest | 7e       | 3 000 m steeple |
| 1999  | Championnats du monde           | Séville  | 6e       | 3 000 m steeple |
| 2000  | Jeux olympiques                 | Sydney   | 6e       | 3 000 m steeple |
| 2001  | Championnats du monde           | Edmonton | 12e      | 3 000 m steeple |
| 2002  | Championnats d'Europe           | Munich   | 5e       | 3 000 m steeple |
| 2003  | Championnats du monde           | Paris    | 3e       | 3 000 m steeple |
| 2003  | Finale mondiale de l'athlétisme | Monaco   | 6e       | 3 000 m steeple |
| 2004  | Jeux olympiques                 | Athènes  | 9e       | 3 000 m steeple |
| 2007  | Championnats du monde           | Osaka    | 7e       | 3 000 m steeple |
| 2009  | Championnats du monde           | Berlin   | 9e       | 3 000 m steeple |